# Tepuihyla obscura
Tepuihyla obscura es una especie de anfibio endémico de Venezuela.  Científicos han los visto alta en el Chimantá Massif, entre 1800 y 2600 metros sobre el nivel del mar.
La rana adulta macho mide 32,05-37,12 mm de largo y la hembra 26,44-33,67 mm.  El piel en el dorso es de color gris o gris-marrón con marcas más oscuras.
Los renacuajos en piscinas poco profundas, charcos en áreas rocosas y turberas.